# Lauf (Adelsdorf)

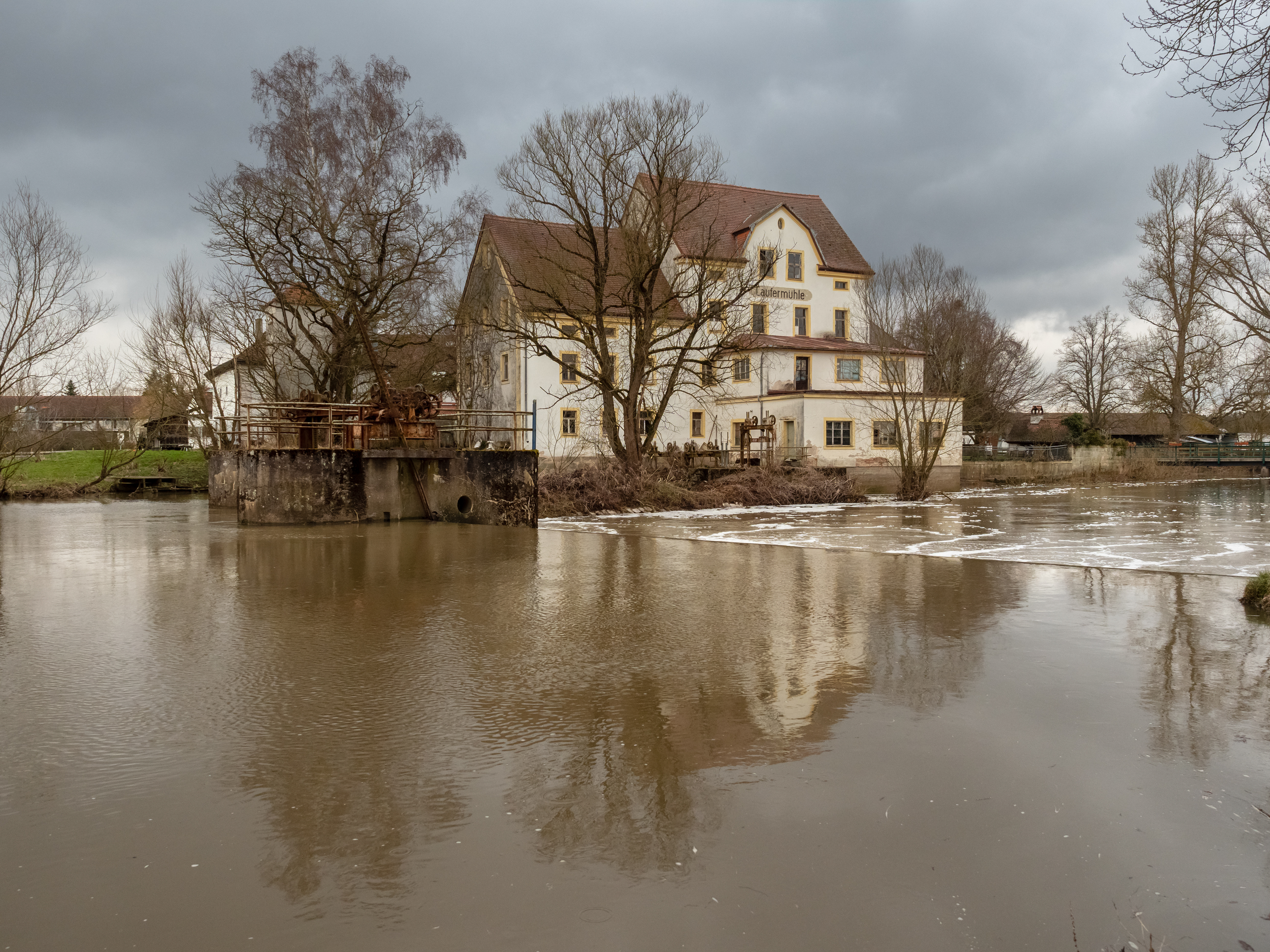
Die Laufer Mühle

Lauf ([laʊ̯f] ) ist ein Gemeindeteil der Gemeinde Adelsdorf im Landkreis Erlangen-Höchstadt (Mittelfranken, Bayern). Lauf liegt in der Gemarkung Weppersdorf.

## Geografie
Das Dorf liegt am linken Ufer der Aisch.  Im Nordwesten grenzt ein Naturschutzgebiet bestehend aus Waldgebieten und Seenplatten an. Eine Gemeindeverbindungsstraße verläuft nach Haid (1,4 km nordöstlich) bzw. nach Aisch zur Kreisstraße ERH 16 (2,6 km westlich). Weitere Gemeindeverbindungsstraße führen nach Förtschwind (2,8 km nordwestlich) und nach Weppersdorf zur Staatsstraße 2264 (0,8 km südlich).

## Geschichte
Die erste urkundliche Erwähnung stammt aus dem Jahr 1109 (Gründungsbuch des Bamberger Kollegiatstiftes St. Jakob). Die Laufer Mühle wurde erstmals 1372 anlässlich des Verkaufs urkundlich erwähnt. Der Name dürfte sich von Loufe ableiten, das Stromschnelle bedeutet. Überwiegend war der Ort Schlüsselauer und Frauenauracher Klosterbesitz. Die Hochgerichtsbarkeit lag beim bambergischen Centamt Bechhofen.
Gegen Ende des 18. Jahrhunderts gab es in Lauf 18 Anwesen. Das Hochgericht übte weiterhin das Centamt Bechhofen aus. Die Dorf- und Gemeindeherrschaft hatte das bambergische Kastenamt Schlüsselau, was vom brandenburg-bayreuthischen Klosteramt Frauenaurach strittig gemacht wurde. Grundherren waren das Kastenamt Schlüsselau (1 Hube, 1 Hof, 2 Viertelhöfe, 2 Güter, 3 Lehen, 2 Halblehen, 1 Gütlein, 1 Mühle) und das Klosteramt Frauenaurach (4 Güter, 1 Tropfhaus).
Im Rahmen des Gemeindeedikts wurde Lauf dem 1808 gebildeten Steuerdistrikt Weppersdorf und der im selben Jahr gebildeten Ruralgemeinde Weppersdorf zugewiesen.
Am 1. Juli 1972 wurde Lauf im Zuge der Gebietsreform in Bayern nach Adelsdorf eingegliedert.

### Baudenkmäler
- Haus Nr. 18: Laufer Mühle, Hauptbau und Nebengebäude
- Marter

### Einwohnerentwicklung
| Jahr      | 001819 | 001827 | 001861 | 001871 | 001885 | 001900 | 001925 | 001950 | 001961 | 001970 | 001987 |
| Einwohner | 89     | 109    | 124    | 131    | 123    | 100    | 106    | 156    | 89     | 75     | 138    |
| Häuser    |        |        |        |        | 21     | 23     | 18     | 18     | 18     |        | 28     |
| Quelle    | [ 8 ]  | [ 9 ]  | [ 10 ] | [ 11 ] | [ 12 ] | [ 13 ] | [ 14 ] | [ 15 ] | [ 16 ] | [ 17 ] | [ 18 ] |

## Religion
Der Ort ist römisch-katholisch geprägt und war ursprünglich nach St. Stephanus (Adelsdorf) gepfarrt, seit der zweiten Hälfte des 20. Jahrhunderts ist die Pfarrei St. Laurentius (Aisch) zuständig. Die Einwohner evangelisch-lutherischer Konfession sind nach St. Matthäus (Neuhaus, Adelsdorf) gepfarrt.

## Sonstiges
In der Laufer Mühle befindet sich seit 1990 eine soziotherapeutische Einrichtung für chronisch Suchtkranke. Die Mühle wurde 1372 zum ersten Mal in einem Kaufbrief über Güter an der „Eysk“ erwähnt. Der Mühlenbetrieb wurde bis Ende der 1970er Jahre aufrechterhalten.